# Humbam
Humbam (en elamita 𒀭𒃲𒈨𒌍) i també Huban era un déu adorat a Elam.
Testimoniat des de molt antic, va tenir més importància durant el període Neoelamita (770 aC-646 aC), quan els reis van prendre noms teofòrics que l'invocaven: Humbanikaix I, Humbannikaix II, Humbanhaltaix II, Humban-haltaix III, Humbanumena III i d'altres, encara que al segle xiv aC ja hi havia hagut un rei anomenat Humban-Numena. El seu nom estava relacionat amb la creença de la protecció divina.
Juntament amb Pinigir era la divinitat principal del panteó d'Elam, a la banda oest del país, mentre que a l'est el déu més important era Inshushinak. Tal com es deia d'Inshushinak, també portava l'epítet d'«el més gran dels déus» o «gran entre els déus».
La primera menció d'Humbam es troba en un tractat que el rei d'Accad Naram-Sin (que va regnar entre el 2260 aC i el 2223 aC) va signar amb un rei elamita de nom desconegut, potser el rei Kitha d'Awan.
El rei d'Elam Untash-Napirisha (circa 1275 aC-1240 aC) va construït un temple dedicat a Humbam a Dur Untash (Chogha Zanbil), i li va reconstruir una «residència» que existia prèviament. Al període Neoelamita, almenys tretze reis portaven el seu nom.